# Greeneothallus gemmiparus
Greeneothallus gemmiparus là một loài rêu trong họ Pallaviciniaceae. Loài này được Hässel de Menéndez mô tả khoa học đầu tiên năm 1980.